# Canton de Guidel
Le canton de Guidel est une circonscription électorale française du département du Morbihan créée par le décret du 21 février 2014 et entrée en vigueur lors des premières élections départementales suivant la publication du décret.

## Histoire
Un nouveau découpage territorial du Morbihan entre en vigueur à l'occasion des élections départementales de 2015. Il est défini par le décret du 21 février 2014, en application des lois du 17 mai 2013 (loi organique 2013-402 et loi 2013-403). Les conseillers départementaux sont, à compter de ces élections, élus au scrutin majoritaire binominal mixte. Les électeurs de chaque canton élisent au Conseil départemental, nouvelle appellation du Conseil général, deux membres de sexe différent, qui se présentent en binôme de candidats. Les conseillers départementaux sont élus pour 6 ans au scrutin binominal majoritaire à deux tours, l'accès au second tour nécessitant 12,5 % des inscrits au 1er tour. En outre la totalité des conseillers départementaux est renouvelée. Ce nouveau mode de scrutin nécessite un redécoupage des cantons dont le nombre est divisé par deux avec arrondi à l'unité impaire supérieure si ce nombre n'est pas entier impair, assorti de conditions de seuils minimaux. Dans le Morbihan, le nombre de cantons passe ainsi de 42 à 21.
Le nouveau canton de Guidel est formé de communes des anciens cantons de Plouay (6 communes), de Pont-Scorff (4 communes) et d'Hennebont (1 commune). Il est entièrement inclus dans l'arrondissement de Lorient. Le bureau centralisateur est situé à Guidel.

## Représentation
| Période élective | Période élective | Mandat | Mandat   | Identité            | Nuance | Nuance | Qualité |
| ---------------- | ---------------- | ------ | -------- | ------------------- | ------ | ------ | --- |
| 2015             | 2021             | 2015   | 2021     | Françoise Ballester |        | DVD    | Adjointe au maire de Guidel |
| 2015             | 2021             | 2015   | 2021     | Jean-Rémy Kervarrec |        | UDI    | Cadre comptable de gestion retraité Conseiller général du canton de Plouay (2008-2015) 7e vice-président de la commission permanente du conseil départemental |
| 2021             | 2028             | 2021   | en cours | Françoise Ballester |        | DVD    | Adjointe au maire de Guidel |
| 2021             | 2028             | 2021   | en cours | Gwenn Le Nay        |        | HOR    | Assistant parlementaire Maire de Plouay (depuis 2017) |

### Résultats détaillés

#### Élections de mars 2015
À l'issue du 1er tour des élections départementales de 2015, deux binômes sont en ballottage : Françoise Ballester et Jean-Rémy Kervarrec (Union de la Droite, 39,52 %) et Laure Detrez et Régis Kerdelhue (DVG, 22,79 %). Le taux de participation est de 51,84 % (16 471 votants sur 31 770 inscrits) contre 52,56 % au niveau départemental et 50,17 % au niveau national.
Au second tour, Françoise Ballester et Jean-Rémy Kervarrec (Union de la Droite) sont élus avec 61,89 % des suffrages exprimés et un taux de participation de 49,1 % (8 615 voix pour 15 597 votants et 31 768 inscrits).

#### Élections de juin 2021
Le premier tour des élections départementales de 2021 est marqué par un très faible taux de participation (33,26 % au niveau national). Dans le canton de Guidel, ce taux de participation est de 34,51 % (11 455 votants sur 33 193 inscrits) contre 34,81 % au niveau départemental. À l'issue de ce premier tour, deux binômes sont en ballottage : Françoise Ballester et Gwenn Le Nay (DVD, 48,84 %) et Yveline Kerdaffrec et Régis Kerdelhué (Union à gauche, 18,4 %).
Le second tour des élections est marqué une nouvelle fois par une abstention massive équivalente au premier tour. Les taux de participation sont de 34,36 % au niveau national, 36 % dans le département et 35,26 % dans le canton de Guidel. Françoise Ballester et Gwenn Le Nay (DVD) sont élus avec 64,92 % des suffrages exprimés (7 066 voix pour 11 704 votants et 33 198 inscrits),,.

## Composition
Le nouveau canton de Guidel comprend onze communes entières.
| Nom                            | Code Insee | Intercommunalité         | Superficie (km2) | Population (dernière pop. légale) | Densité (hab./km2) | Modifier                                    |
| ------------------------------ | ---------- | ------------------------ | ---------------- | --------------------------------- | ------------------ | ------------------------------------------- |
| Guidel (bureau centralisateur) | 56078      | CA Lorient Agglomération | 52,29            | 12 236 (2022)                     | 234                | modifier les données · modifier les données |
| Bubry                          | 56026      | CA Lorient Agglomération | 69,09            | 2 262 (2022)                      | 33                 | modifier les données · modifier les données |
| Calan                          | 56029      | CA Lorient Agglomération | 12,29            | 1 267 (2022)                      | 103                | modifier les données · modifier les données |
| Cléguer                        | 56040      | CA Lorient Agglomération | 32,15            | 3 404 (2022)                      | 106                | modifier les données · modifier les données |
| Gestel                         | 56063      | CA Lorient Agglomération | 6,25             | 2 569 (2022)                      | 411                | modifier les données · modifier les données |
| Inguiniel                      | 56089      | CA Lorient Agglomération | 51,40            | 2 196 (2022)                      | 43                 | modifier les données · modifier les données |
| Inzinzac-Lochrist              | 56090      | CA Lorient Agglomération | 44,67            | 6 631 (2022)                      | 148                | modifier les données · modifier les données |
| Lanvaudan                      | 56104      | CA Lorient Agglomération | 18,30            | 809 (2022)                        | 44                 | modifier les données · modifier les données |
| Plouay                         | 56166      | CA Lorient Agglomération | 67,33            | 5 779 (2022)                      | 86                 | modifier les données · modifier les données |
| Pont-Scorff                    | 56179      | CA Lorient Agglomération | 23,50            | 4 015 (2022)                      | 171                | modifier les données · modifier les données |
| Quistinic                      | 56188      | CA Lorient Agglomération | 42,95            | 1 423 (2022)                      | 33                 | modifier les données · modifier les données |
| Canton de Guidel               | 5605       |                          | 420,22           | 42 591 (2022)                     | 101                | modifier les données                        |

## Démographie
En 2022, le canton comptait 42 591 habitants, en évolution de +3,33 % par rapport à 2016 (Morbihan : +3,82 %, France hors Mayotte : +2,11 %).
| 2013   | 2018   | 2022   |
| ------ | ------ | ------ |
| 39 779 | 41 644 | 42 591 |